# Liste der Baudenkmäler in Enger
Die Liste der Baudenkmäler in Enger enthält die denkmalgeschützten Bauwerke auf dem Gebiet der Stadt Enger im Kreis Herford in Nordrhein-Westfalen (Stand: August 2022). Diese Baudenkmäler sind in der Denkmalliste der Stadt Enger eingetragen; Grundlage für die Aufnahme ist das Denkmalschutzgesetz Nordrhein-Westfalen (DSchG NRW).

| Bild | Bezeichnung | Lage                                          | Beschreibung                                                                    | Bauzeit | Eingetragen seit               | Denkmal- nummer |
| --- | --- | --------------------------------------------- | ------------------------------------------------------------------------------- | ------- | ------------------------------ | --------------- |
| | Wohn- und Wirtschaftsgebäude                                                                                                  | Enger Am Bügel 53                             |                                                                                 |         | 10.09.2019                     | 48              |
| weitere Bilder | Fassaden des Gebäudeteils zur Bünder u.Bahnhofstraße                                                                          | Enger Bahnhofstraße 1 Karte                   |                                                                                 |         | 13.08.1986                     | 26              |
| weitere Bilder | ehemaliges Progymnasium | Enger Bahnhofstraße 15 Karte                  |                                                                                 |         | 28.12.1984                     | 24              |
| weitere Bilder | Fachwerk-Ackerbürgerhaus | Enger Bahnhofstraße 16 Karte                  |                                                                                 |         | 28.12.1984                     | 1               |
| weitere Bilder | Wohnhaus | Enger Bahnhofstraße 36 Karte                  |                                                                                 |         | 13.08.1984                     | 27              |
| Wohn- und Geschäftshaus | Wohn- und Geschäftshaus | Enger Bielefelder Straße 10 Karte             |                                                                                 |         | 28.12.1984                     | 3               |
| Haupthofgebäude als Vierständer-Fachwerkhaus                                                                                  | Haupthofgebäude als Vierständer-Fachwerkhaus                                                                                  | Pödinghausen Bielefelder Straße 110 Karte     |                                                                                 |         | 13.08.1986                     | 28              |
| BW | Fassade Wohn- und Geschäftshaus                                                                                               | Enger Bielefelder Straße 12 Karte             |                                                                                 |         | 23.01.1985 gelöscht 19.09.1989 | 4               |
| weitere Bilder | Wohn- und Geschäftshaus | Enger Bielefelder Straße 24 Karte             |                                                                                 |         | 28.12.1984                     | 5               |
| weitere Bilder | Wohn- und Geschäftshaus | Enger Bielefelder Straße 5 Karte              |                                                                                 |         | 23.01.1985                     | 15              |
| Fassade Wohn- und Geschäftshaus                                                                                               | Fassade Wohn- und Geschäftshaus                                                                                               | Enger Bielefelder Straße 6 Karte              |                                                                                 |         | 23.01.1985                     | 2               |
| weitere Bilder | Wohnhaus | Enger Bünder Straße 11 Karte                  |                                                                                 |         | 28.12.1984                     | 6               |
| weitere Bilder | Fachwerkgasthof | Enger Bünder Straße 15 Karte                  |                                                                                 |         | 28.12.1984                     | 7               |
| weitere Bilder | Wohnhaus | Enger Bünder Straße 45 Karte                  |                                                                                 |         | 23.01.1985                     | 8               |
| weitere Bilder | Fassade des Hauptwohngebäudes zur Bünder- und Bahnhofstraße                                                                   | Enger Bünder Straße 7 Karte                   |                                                                                 |         | 13.08.1986                     | 29              |
| weitere Bilder | Wohnhaus | Enger Burgstraße 10 Karte                     | Ehemaliger Standort der Burg Enger                                              |         | 23.01.1985                     | 10              |
| weitere Bilder | Wohn- und Geschäftshaus | Enger Burgstraße 6 Karte                      |                                                                                 |         | 23.01.1985                     | 9               |
| weitere Bilder | ehemaliger Gerbereibetrieb | Enger Hasenpatt 4 Karte                       | Beherbergt das Gerberei Museum Enger                                            |         | 17.06.1998                     | 45              |
| BW | Wohn- und Wirtschaftsgebäude                                                                                                  | Herringhausen Herringhauser Straße 13 Karte   |                                                                                 |         | 23.08.2022                     | 52              |
| weitere Bilder | Wassermühle | Belke-Steinbeck Hiddenhauser Straße 188 Karte |                                                                                 |         | 13.08.1986                     | 31              |
| weitere Bilder | Wohnhaus | Belke-Steinbeck Hiddenhauser Straße 29 Karte  |                                                                                 |         | 13.08.1986                     | 30              |
| Fassade des Vierständerhauses u. Deelentor                                                                                    | Fassade des Vierständerhauses u. Deelentor                                                                                    | Pödinghausen Jöllenbecker Straße 60 Karte     |                                                                                 |         | 13.08.1986                     | 32              |
| weitere Bilder | Stiftskirche mit Glockenturm                                                                                                  | Enger Kirchplatz 1 Karte                      |                                                                                 |         | 28.12.1984                     | 22              |
| weitere Bilder | Widukindmuseum Enger | Enger Kirchplatz 10 Karte                     |                                                                                 |         | 28.12.1984                     | 21              |
| weitere Bilder | Wohnhaus | Enger Kirchplatz 13 Karte                     |                                                                                 |         | 23.01.1985                     | 13              |
| weitere Bilder | Wohn- und Geschäftshaus | Enger Kirchplatz 2 Karte                      | Beherbergt die Sonnen-Apotheke                                                  |         | 23.01.1985                     | 11              |
| weitere Bilder | Wohnhaus | Enger Kirchplatz 3 Karte                      |                                                                                 |         | 23.01.1985                     | 12              |
| weitere Bilder | Villengebäude | Enger Kirchstraße 2 Karte                     | Beherbergt die Jugendmusikschule                                                |         | 28.12.1984                     | 23              |
| weitere Bilder | Windmühle mit Fachwerknebengebäude                                                                                            | Enger Liesberg 1 Karte                        |                                                                                 |         | 23.01.1985                     | 14              |
| weitere Bilder | Elektromühle-Motorenhaus | Enger Liesberg 1 Karte                        |                                                                                 |         | 02.12.1993                     | 43              |
| Haupthaus, doppeltorige Scheune                                                                                               | Haupthaus, doppeltorige Scheune                                                                                               | Oldinghausen Markstraße 25 Karte              |                                                                                 |         | 13.08.1986                     | 35              |
| weitere Bilder | Wohnhaus | Enger Meller Straße 13 Karte                  |                                                                                 |         | 13.08.1986                     | 33              |
| Windmühle Meller Straße | Windmühle Meller Straße | Dreyen Meller Straße 229 Karte                |                                                                                 |         | 30.03.1988                     | 40              |
| weitere Bilder | Villengebäude | Enger Mühlenstraße 5 Karte                    |                                                                                 |         | 28.12.1984                     | 16              |
| Fassade des Hofhauses von 1747, Torpfeiler                                                                                    | Fassade des Hofhauses von 1747, Torpfeiler                                                                                    | Enger Nordhof 1 Karte                         |                                                                                 |         | 13.08.1986                     | 34              |
| Kriegerdenkmal: Bronzegruppe mit Steinsockel, Treppenanlagen, Bruchsteinmäuerchen, Rasenfläche, zwei Blutbuchen, Hecke, Ahorn | Kriegerdenkmal: Bronzegruppe mit Steinsockel, Treppenanlagen, Bruchsteinmäuerchen, Rasenfläche, zwei Blutbuchen, Hecke, Ahorn | Enger Opferfeld Karte                         |                                                                                 |         | 10.10.2019                     | 49              |
| weitere Bilder | Hofgebäude | Enger Renteistraße 10 Karte                   |                                                                                 |         | 28.12.1984                     | 17              |
| Wohnhaus | Wohnhaus | Westerenger Ringsthof 1 Karte                 |                                                                                 | 1908    | 13.08.1986                     | 36              |
| weitere Bilder | Evangelisches Gemeindehaus | Enger Ringstraße 65 Karte                     |                                                                                 |         | 17.10.1988                     | 41              |
| Haupthofhaus, Leibzuchthaus                                                                                                   | Haupthofhaus, Leibzuchthaus                                                                                                   | Oldinghausen Schulstraße 180 Karte            |                                                                                 |         | 13.08.1986                     | 37              |
| weitere Bilder | Haupthofhaus | Oldinghausen Seelbornstraße 122 Karte         |                                                                                 |         | 13.08.1986                     | 38              |
| | Gesamte Äußere und Innere des Hauses und straßenseitige Grundstückseinfriedung                                                | Enger Spenger Straße 6                        |                                                                                 |         | 25.05.2020                     | 50              |
| ehemalige Zigarrenfabrik | ehemalige Zigarrenfabrik | Enger Spenger Straße 13 Karte                 | Heute Polizei und Jobcenter                                                     |         | 17.05.1994                     | 44              |
| weitere Bilder | Fachwerk-Hofgebäude | Enger Steinstraße 17 Karte                    |                                                                                 |         | 28.12.1984                     | 18              |
| weitere Bilder | Altes Pastorat | Enger Steinstraße 21 Karte                    |                                                                                 |         | 28.12.1984                     | 19              |
| Fachwerkgebäude | Fachwerkgebäude | Enger Steinstraße 3 Karte                     |                                                                                 |         | 28.12.1984                     | 25              |
| weitere Bilder | Historische Hofanlage | Pödinghausen Südstraße 96 Karte               | Nölkenhöners Hof, Clubhaus und Restaurant des "Golfclub Ravensberger Land e.V." |         | 09.06.1992                     | 42              |
| Deelentorfassade | Deelentorfassade | Westerenger Wertherstraße 281 Karte           |                                                                                 |         | 28.12.1984                     | 20              |
| weitere Bilder | Jüdischer Friedhof | Enger Ziegelstraße Karte                      |                                                                                 |         | 28.05.1999                     | 46              |
| Haupthofhaus, Fachwerkscheune                                                                                                 | Haupthofhaus, Fachwerkscheune                                                                                                 | Westerenger Zum Park 44 Karte                 |                                                                                 |         | 13.08.1986                     | 39              |

Neben den Denkmälern des Listenteils A befindet sich ein Bewegliches Denkmal (Listenteil C) auf dem Gebiet der Stadt Enger.
| Bild            | Bezeichnung     | Lage                                   | Beschreibung | Bauzeit | Eingetragen seit | Denkmal- nummer |
| --------------- | --------------- | -------------------------------------- | ------------ | ------- | ---------------- | --------------- |
| Kleinbahnwaggon | Kleinbahnwaggon | Kleinbahnmuseum Bahnhofstraße 54 Karte |              |         | 22.12.1998       | C1              |